# Platythelphusa echinata
Platythelphusa echinata is een krabbensoort uit de familie van de Potamonautidae. De wetenschappelijke naam van de soort is voor het eerst geldig gepubliceerd in 1952 door Capart.